# Рами Малек
Рами Саид Малек (енгл. Rami Said Malek; Торанс, 12. мај 1981) амерички је глумац. Најпознатији по главној улози Фредија Меркјурија у филму Боемска рапсодија за коју је добио и Оскара, и улози Елиота Алдерсона у телевизијској серији Господин робот, за коју је добио награду избор критичара и био је номинован за Еми награду за ударне термине, у категорији главног глумца у драмској серији, Награду Златни глобус, Награду удружења глумаца и ТСА награду.
Малек је такође глумио познате ликове на филму и телевизији, као што су краљ Акменра у трилогији Ноћ музеја. На Фоксу у комедији Рат у кући (2005-07), на каналу ХБО мини-серији Тихи океан (2010), Лари Краун (2011), Пол Томас Андерсонов филм, Мастер (2012) и критички оцењена драма, Кратак рок 12 (из 2013. године).

## Младост
Малек је рођен у Лос Анђелесу, Калифорнија, у коптској хришћанској породици пореклом из Египта. Његов отац је био водич у Каиру, и касније је продавао осигурања. Његова мајка је била рачуновођа. Малек има брата близанаца по имену Сами, од кога је старији тачно четири минута. Он такође има старију сестру која је докторка. Малек је похаћао Нотр-Дам средњу школу, Шерман-Оукс, Калифорнија, где је дипломирао 1999. године, заједно са колегиницом глумицом Рејчел Билсон. Малек је похаћао средњу школу са Кирстен Данст, која је била нижи разред и ишла на часове мјузикла са њим. Добио је диплому ликовних уметности 2003. године у Универзитету Евансвил у Евансвилу, Индијана.

## Каријера
Године 2004., Малек је започео своју глумачку каријеру у улози гостујуће звезде у серији Гилморове. Исте године је давао глас ликовима из видео игре Хејло 2. Добио је карту Удружења глумаца за рад на филму Стивена Бочка, ратна драма "Тамо", где се појавио у две епизоде. Исте године, он се појавио у епизоди "Медиума", добио је улогу проминентног младића Кенија, на Фоксој комедији Рат у кући.
Године 2006., Малек се појавио у свом првом играном филму као фараон Акменра у комедији "Ноћ у музеју" и затим у наставцима Ноћ у Музеју: Битка за Смитсонијан (2009) и Ноћ у Музеју: Тајна Фараона (2014). У пролеће 2007. године, појавио се на сцени као "Џејми" у продукцији "Виталити" позоришне представе Кита Бунинса, "Кредо канвас" на Елефант Театру у Лос Анђелесу.
Малек се вратио на телевизију, 2010 године, као бомбаш самоубица, Маркос Ел Засар, у осмој сезони Фоксове серије 24. Касније исте године је добио признање критичара за улогу каплара Меријлеја "Снафу" Шелтона у ХБО-овој серији, награђену Емијем, а на тему Другог светског рата, мини-серијал Пацифик.
Током снимања Тихог океана, Малек је упознао извршног продуцента Тома Хенкса, који је био импресиониран његовим наступом, који му је након тога дао улогу студента Стива Дибиасиа у играном филму Лари Краун, објављеном јула 2011. године. У августу 2010. године је најављено да је Малек добио улогу као "Египатски ковен" вампир Бенџамин у Сумрак Саги: Праскозорје – 2. Део.
Малек игра водећу улогу у серији подржаној од стране критичара УСА мреже, психолошка драма, Господин робот, премијерно приказане 24. јуна 2015. године. Ова улога му је донела "Еми", Златни глобус, Пратилац награде и Награду удружења глумаца за најбољег глумца у драмској серији и две Награде Дориан и Избор критичара ТВ награду.
Он се појављује као Џош, један од главних јунака у До зоре, хорор видео игри из 2015. , која је изашла на PlayStation 4, 25. августа 2015. године.

## Филмографија

### Филм
| Годину | Име                                | Улога              | Напомене |
| ------ | ---------------------------------- | ------------------ | -------- |
| 2006   | Ноћ у Музеју                       | Краљ Акменра       |          |
| 2009   | Ноћ у Музеју: Битка за Смитсонијан | Краљ Акменра       |          |
| 2011   | Лари Краун                         | Стив Dibiasi       |          |
| 2012   | Бетлшип                            | лт. Хил            |          |
| 2012   | Сумрак Сага: Праскозорје 2. део    | Бењамин            |          |
| 2012   | Мастер                             | Кларк              |          |
| 2013   | Ain't Them Bodies Saints           | Вил                |          |
| 2013   | Кратак Рок 12                      | Нејт               |          |
| 2013   | Олдбој                             | Браунинг           |          |
| 2014   | Потреба за брзином                 | Фин                |          |
| 2014   | Луда ноћ у музеју: Тајна Фараона   | Краљ Акменра       |          |
| 2014   | Слатка крв Исуса                   | Сенешал Нигинботом |          |
| 2016   | Бустерс Мал Харт                   | Тва                |          |
| 2017   | Папилон                            | Луј Дега           |          |
| 2018   | Боемска рапсодија                  | Фреди Меркјури     |          |
| 2021   | Мале ствари                        | Џим Бакстер        |          |
| 2021   | Није време за умирање              | Лицифер Сафин      |          |
| 2022   | Амстердам                          | Том Воуз           |          |
| 2023   | Опенхајмер                         | Дејвид Хил         |          |

### Телевизија
| Година    | Наслов         | Улога                  | Напомене                    |
| --------- | -------------- | ---------------------- | --------------------------- |
| 2004      | Гилморове      | Енди                   | Епизода: "бука и Clangor"   |
| 2005      | Тамо           | Хасан                  | 2 епизоде                   |
| 2005      | Просечна       | Тимоти Керчер          | Епизода: "Све време"        |
| 2005-2007 | Рат у кући     | Кени                   | Повремена улога, 21 епизода |
| 2010      | 24             | Маркос Ал-Засар        | 3 епизоде                   |
| 2010      | Тихи океан☃☃   | Мерилеј "Снафу" Шелтон | 6 епизода                   |
| 2012      | Алкатраз       | Веб Портер             | Епизода: "Веб Портер"       |
| 2012      | Легенда о Кори | Тано (глас)            | 3 епизоде                   |
| 2014      | Верујем        | Др Адам Тери           | Епизода: "Пилот"            |
| 2015–2019 | Господин Робот | Елиот Алдерсон         | Водећа улога, 22 епизоде    |

### Видео игре
| Година | Наслов         | Глас                  | Напомене     |
| ------ | -------------- | --------------------- | ------------ |
| 2004   | Хејло 2        | Додатни гласови       | Некредитован |
| 2014   | Легенда о Кори | Тано                  |              |
| 2015   | До Зоре        | Џошуа "Џош" Вашингтон |              |

## Награде и номинације
| Година | Награда                       | Категорија                                                   | Рад            | Резултат      | Реф. |
| ------ | ----------------------------- | ------------------------------------------------------------ | -------------- | ------------- | ---- |
| 2016   | Награда Сателит               | Најбољи глумац драмске серије                                | Господин Робот | [ 21 ]        |      |
| 2016   | Награда "Златни Глобус"       | Златни глобус за најбољег главног глумца у ТВ серији (драма) | Господин Робот | [ 22 ]        |      |
| 2016   | Избор критичара Тв Награда    | Најбољи глумац у серији, драма                               | Господин Робот | [ 23 ]        |      |
| 2016   | Дориан Награда                | Перформанс ТВ године – глумац                                | Господин Робот | [ 24 ] [ 25 ] |      |
| 2016   | Дориан Награда                | "Ми смо луди за тобом!" Награда Звезда У Успону              | Господин Робот | [ 24 ] [ 25 ] |      |
| 2016   | Награда Удружења Киноактеров  | Угледна извршење човек глумац у серији драма                 | Господин Робот | [ 26 ] [ 27 ] |      |
| 2016   | Награда Еми за ударне термине | Изузетан водећи глумац у серији драма                        | Господин Робот | [ 28 ]        |      |